# Flic ou Voyou
Flic ou voyou is een Franse film van Georges Lautner die werd uitgebracht in 1979. 
Het scenario is gebaseerd op de roman L'Inspecteur de la mer (1977) van Michel Grisolia.
In Frankrijk was Flic ou voyou, op Le Gendarme et les Extra-terrestres na, de meest succesrijke Franse film van 1979.

## Verhaal
In Nice is er een gewelddadige oorlog aan de gang tussen de bende van 'le Corse' en de bende van 'l'Auvergnat'. De plaatselijke commissaris Grimaud krijgt geen vat op de situatie omdat een aantal leden van zijn politiekorps op de betaallijst van de gangsterbendes staan. Wanneer een van de bendes zijn collega, de corrupte politiecommissaris Bertrand, vermoordt, doet Grimaud een beroep op hoofdcommissaris Borowitz. Borowitz houdt zich in de speciale politie-afdeling in Parijs bezig met het opsporen van corruptie binnen het politiekorps. Hij is een erg doortastende inspecteur die er onorthodoxe methodes op nahoudt. Hij gaat undercover met de bedoeling grote schoonmaak te houden, zowel in de maffia-onderwereld als bij de politie van Nice. Daartoe probeert hij beide bendes tegen elkaar uit te spelen. De ontvoering van zijn dochter Charlotte komt echter roet in het eten gooien.     

## Rolverdeling
| Acteur               | Personage                                               |
| -------------------- | ------------------------------------------------------- |
| Jean-Paul Belmondo   | hoofdcommissaris Stanislas Borowitz / Antonio Cerutti   |
| Marie Laforêt        | Edmonde Puget-Rostand                                   |
| Georges Géret        | Théodore Musard, alias 'L'Auvergnat'                    |
| Michel Galabru       | commissaris Grimaud                                     |
| Jean-François Balmer | inspecteur Massard                                      |
| Claude Brosset       | Achille Volfoni, alias 'Le Corse'                       |
| Julie Jézéquel       | Charlotte, de dochter van commissaris Borowitz          |
| Tony Kendall         | inspecteur Rey                                          |
| Charles Gérard       | Cazauban, ex-collega en vriend van commissaris Borowitz |
| Michel Beaune        | Marcel Langlois                                         |
| Catherine Lachens    | mevrouw Simone Langlois                                 |
| Venantino Venantini  | Mario                                                   |
| Juliette Mills       | mevrouw Bertrand                                        |
| Philippe Castelli    | de inspecteur van de autorijschool                      |